# Mike Crowe
Michael „Mike“ Crowe (* 11. November 1953) ist ein ehemaliger US-amerikanischer Eisschnellläufer und Eisschnelllauftrainer. Von 1985 bis 1991 sowie von 1999 bis 2002 war er  US-Nationaltrainer. Zwischen 2015 und 2018 übernahm er diese Position im kanadischen Team.

## Werdegang
Mike Crowe stammt aus St. Louis in Missouri. Er und seine acht Geschwister waren alle aktive Eisläufer. Mit 20 Jahren nahm Crowe an der Sprintweltmeisterschaft 1974 teil und belegte dort den 25. Rang unter 33 Teilnehmern. Erfolgreichstes Familienmitglied war Mikes jüngere Schwester Peggy Crowe, die Teil des US-Olympiateams 1976 war. Als sein Vater Joseph – der die Geschwister bis dahin trainiert hatte – Mitte der 1970er-Jahre an Krebs erkrankte, übernahm Mike Crowe zunächst das Training von Peggy und begann damit seine Trainerkarriere. Er schloss sich als Assistenztrainer dem nationalen Eisschnelllaufverband USISA (United States International Speedskating Association) an und zog nach Butte im Bundesstaat Montana, wo er ein Entwicklungsprogramm für Nachwuchsläufer betreute. Als Assistent von US-Nationaltrainerin Dianne Holum fuhr er zu den Olympischen Winterspielen 1984 nach Sarajevo. 1985 löste er Holum als Cheftrainer des US-Teams ab.
Crowe war von 1985 bis 1991 US-Nationaltrainer, wobei einige Athleten des Teams in dieser Zeit private Trainingsprogramme verfolgten. Im Vorfeld der Olympischen Winterspiele 1988 protestierten drei Eisschnellläufer (Erik Henriksen, Dave Cruikshank und John Baskfield) beim nationalen olympischen Komitee gegen die Entscheidungen Crowes bezüglich der Zusammensetzung des Olympiateams. Crowe hatte kurzfristig die Mannschaft verändert, weil es in den Wochen vor Olympia Leistungsverschiebungen gegenüber den olympischen Ausscheidungsrennen gegeben hatte. Die Einsprüche der Athleten wurden abgewiesen. In der Folge kam es im Team zu Zerwürfnissen. Die erfolgreichste Athletin unter Crowes Anleitung war Bonnie Blair, die in Calgary eine olympische Gold- und eine Bronzemedaille gewann sowie 1989 Sprintweltmeisterin wurde. Blair hatte in der Vorbereitung auf die Winterspiele 1988 viel Zeit in Butte verbracht, um dort bei Crowe zu trainieren. Im Mai 1991 wurde Crowe als US-Nationaltrainer durch Peter Mueller (für die Sprintstrecken) und Stanislaw Klotkowski (für die Langstrecken) ersetzt. Er betreute in der Folge wieder Nachwuchssportler und Läufer unterhalb der Elitestufe.
Zwischen 1999 und 2002 war Crowe erneut US-Nationaltrainer und leitete in dieser Zeit das Sprintteam an. Für vier Jahre übernahm er anschließend den Funktionärsposten des US-Teamdirektors, bevor er 2007 zum Betreuerstab der kanadischen Eisschnelllaufmannschaft wechselte und dort im April 2015 zum Cheftrainer befördert wurde. Im April 2018 entließ der kanadische Verband Crowe nach einer internen Untersuchung ohne Nennung von Details. Crowe hatte sich bereits im Januar 2018 – einen Monat vor den Olympischen Winterspielen in Pyeongchang – beurlauben lassen.